# TV Большого Пса
TV Большого Пса (лат. TV Canis Majoris) — одиночная переменная звезда в созвездии Большого Пса на расстоянии (вычисленном из значения параллакса) приблизительно 10397 световых лет (около 3188 парсеков) от Солнца. Видимая звёздная величина звезды — от +10,96m до +10,13m.

## Характеристики
TV Большого Пса — жёлтая пульсирующая переменная звезда, классическая цефеида (DCEP) спектрального класса F5-G2 или F5. Эффективная температура — около 5556 К.